# ステファン・コラコヴスキ
ステファン・コラコヴスキ（英語: Stefan Colakovski, マケドニア語: Стефан Чолаковски, 2000年4月20日 - ）は、北マケドニアとオーストラリアのサッカー選手。ポジションはFW。

## クラブ歴
メルボルン生まれで、2015年にメルボルン・ハーツ時代からのファンであるメルボルン・シティFCの下部組織に加入した。2019年夏にエリク・モンバエルツが監督に就任すると才能を見出され、11月4日にAリーグ初出場を記録した。その後も出場を重ね、2020年2月1日にプロ契約を締結した。2020-21シーズンに6-0の勝利となり衝撃を呼んだメルボルン・ダービーでチームの6点目をあげてプロ初得点を記録した。2022年4月18日にはAFCチャンピオンズリーグ2022 グループリーグ・ユナイテッド・シティFC戦で国際大会初得点を記録した。
2022年6月、パース・グローリーFCに2年契約で移籍した。

## 代表歴
2021年にUEFA U-21欧州選手権2023予選に臨む北マケドニアU-21代表に招集され、同大会予選で出場をした。